# Aspet (Armenien)
Aspet oder Asbed (armenisch Ասպետ, griechisch Ἀσπέτης Aspetes) war ein erblicher militärischer Titel des Adels im Spätmittelalter in Armenien. Der Titel lag gewöhnlich bei der Familie Bagratuni.

## Herkunft
Der Name leitet sich vom Mittelpersischen *viƒa/visapati dt. ~ “Haupt des Clans” ab, oder wahrscheinlicher von „aspapati“, dem späteren aspbed (aspbad) was in Persien den Pferdemeister (Kommandant der Kavallerie) bezeichnete. Die armenische Armee bestand hauptsächlich aus Berittenen unter dem Kommando des High Constable (sparapet). Damit war jedoch kein Amt für den Pferdemeister frei und es gibt kaum Hinweise darauf, dass in der Arschakuni-Periode irgendwelche Bagratiden als Kommandanten des königlichen Heeres in Erscheinung traten. Wie die ma xaz der Chorchoruni-Dynastie scheint der Titel „Aspet“ ein spezieller Familientitel der Bagratiden gewesen zu sein, aus dem ihr zweiter, kurzlebiger Familienname der „Aspetuni“ hervorgegangen sein könnte. Dieser Titel verschwindet im Zuge der arabischen Eroberung von Armenien. Möglich ist auch eine Entlehnung aus Parthien durch das arsakidische Armenien, zumal dort eine der Sieben Parthischen Adelsfamilien den Namen Aspahbad/Ispahbudhan (persisch اسپهبد) trug.
Der Name der Aspietai, einer adligen byzantinischen Familie von armenischer Herkunft leitet sich vom Titel aspet ab.